# Nothrus crassisetus
Nothrus crassisetus är en kvalsterart som beskrevs av Sandór Mahunka 1982. Nothrus crassisetus ingår i släktet Nothrus och familjen Nothridae. Inga underarter finns listade i Catalogue of Life.